# René Benjamin
René Benjamin (París, 20 de març de 1885 -Tours 4 d'octubre de 1948), va ser un escriptor, periodista i conferenciant francès. Va guanyar el premi Goncourt el 1915 per la seva novel·la Gaspard, escrita a l'hospital de Tours, on va passar diversos mesos, després d'haver estat greument ferit al setembre de 1914. Amic de Maurras i de Léon Daudet, va ser assistent del mariscal Petain durant l'ocupació alemanya. Va entrar en l'acadèmia Goncourt el 1938.

## Biografia
Benjamin va néixer a París, en el si d'una família que portava generacions a la capital. Va estudiar en el Liceu Henri IV, on va obtenir diversos premis, i va continuar en la Sorbona fins als 21 anys, quan va ser cridat a files. Va ser greument ferit al principi de la Primera Guerra Mundial, el 1914, a Verdun. Després de diversos mesos a l'hospital, va passar als serveis auxiliars, on va servir com a subministrador d'armes, la qual cosa li va permetre visitar successivament tots els fronts. La guerra es va convertir així en l'origen de diverses de les seves obres, i sobretot de Gaspard, publicada el 1915 per Arthème Fayard i que, per iniciativa de Lucien Descaves, va rebre el premi Goncourt. El 28 de juny de 1915 va contreure matrimoni amb Elisabeth Lecoy, a la qual havia conegut com a infermera a l'hospital de Saumur i que apareix a Gaspard amb el nom de "Mademoiselle Viette". Va tenir tres fills.
Va morir en la clínica Saint-Gatien de Tours el 4 d'octubre de 1948.

## Obra
- Madame Bonheur, Grasset, 1909.
- La Farce de la Sorbonne, Marcel Rivière et Cie, 1911.
- Le Pacha, comèdia en dos actes representada per primera vegada en el Théâtre national de l'Odéon el 1911, Librairie Estoc, 1911.
- Les Justices de paix ou les vingt façons de juger dans Paris, Arthème Fayard, 1913.
- Paris, sa faune et ses mœurs, l'Hôtel des ventes, dibuixos de Jean Lefort, G. Oudin, 1914.
- Gaspard (Els soldats de la guerre), Arthème Fayard, 1915. Guanyadora del premi Goncourt el 1915 (Hi ha una traducció espanyola en Els premis Goncourt de novel·la I, de Plaza i Janés, 1964, titulada Gaspar.
- Gaspard, amb 16 dibuixos inèdits de Jean Lefort reproduïts en facsimiles, Devambez, 1917.
- Sous le ciel de France. La guerre, Arthème Fayard, 1916.
- Un pauvre village de France, amb 29 gravats de Jean Perrier, L'Édition de luxe, 1918.
- Le Major Pipe et son père, Anglais en guerre, Arthème Fayard, 1918.
- Les Rapatriés, Berger-Levrault, 1918.
- Le Palais et ses gens de justice, Arthème Fayard, 1919.
- Grandgoujon, Arthème Fayard, 1919.
- Amadou bolcheviste, Arthème Fayard, 1920.
- La Peu borgne, comèdia en un acte representada per primera vegada en el Théâtre national del Odéon, el 24 juny 1921, Librairie Estoc, 1921.
- Les Plaisirs du hasard, comèdia en quatre actes representada per primera vegada en el Théâtre du Vieux-Colombier el 21 d'abril de 1922, La Petite illustration théâtrale n° 71, 1922.
- Antoine déchaîné, Arthème Fayard, 1923.
- Valentine ou la folie démocratique, Arthème Fayard, 1924.
- Il faut que chacun soit à sa plau, comèdia en tres actes representada per primera vegada en el Théâtre du Vieux-Colombier el 4 de febrer de 1924, La Nouvelle Revue française, 1924 (avec Els Plaisirs du hasard).
- Le Soliloque de Maurice Barrès, Arthème Fayard, 1924.
- La Prodigieuse Vie d'Honoré de Balzac, Plon, collection « Le roman des grans existences», 1925.
- Minerve ou le Charcutier comprenant Valentine ou la folie démocratique – Il faut que chacun soit à sa plau – Villandry ou le visage de la France, Nouvelle Librairie nationale, 1926.
- Aliborons et démagogues, Arthème Fayard, 1927.
- Au soleil de la poésie. Sous l'œil en fleur de Madame de Noailles, Librairie des Champs-Élysées, 1928.
- Antoine enchaîné, Éditions des Cahiers libres, 1928.
- Glozel, vallon des morts et des savants, Arthème Fayard, 1928.
- La cour d'Assises, ses pompes et ses œuvres, Arthème Fayard, collection « Le Livre de demain, 1931.
- Les Paroles du maréchal Joffre, Éditions des Cahiers lliures, 1929.
- Les Auguris de Genève, Arthème Fayard, 1929.
- Clemenceau dans la retraite, Plon, 1930 (col·lecció « La Palatine»).
- Taureaux et méridionaux, étude de René Groos. illustrations d'André Villeboeuf, Édition du Capitole, 1930.
- Saint Vincent de Paul, Á la Cité des Livres, 1930.
- La Dernière Nuit, Flammarion, 1930 (col·lecció « Els Nuits»).
- Barrès-Joffre, Plon (col·lecció « Grands figures»), 1931.
- Charles Maurras, ce fils de la mer, Plon (col·lecció « La Palatine»), 1932.
- Paris, peça en dos actes i vuit quadres representada per primera vegada en el teatre de la Porti Saint-Martin el divendres 22 de gener de 1932, Plon, 1932.
- Sacha Guitry, roi du théâtre, Plon, 1933 (col·lecció « La Palatine»).
- Molière, Plon, 1936.
- Mussolini et son peuple, Plon, 1937.
- Chronique d'un temps troublé, Plon (col·lecció « La Palatine»), 1938.
- Marie-Antoinette, Els Éditions de France, 1940.
- Le Printemps tragique, Plon (col·lecció « La Palatine»), 1940.
- Vérités et rêveries sur l'éducation, Plon, 1941.
- La Solitude d'Antoine, Aux Armis de France, 1941.
- Le Maréchal et son peuple, Plon, 1941.
- Els Sept Étoiles de France, Plon, 1942.
- L'Homme à la recherche de so âme: témoignage d'un Français sur le drame de ce temps amb 7 aiguaforts de André Jacquemin, Plon, 1943.
- Le Grand Homme seul, Plon, 1943.
- La Table et le verre d'eau. Histoire d'une passion, Genève, Els Trois Anneaux, 1946.
- L'Enfant tué, Els Éditions nouvelles, 1946.
- Els Innocents dans la tempête, Plon, 1947.
- La Visite angélique, 'L'Élan, 1948.
- Le Divin Visage, 'L'Élan', 1948.
- La Galère des Goncourt, préface de Sacha Guitry, L'Élan', 1948.
- Le Vin, lumière du cœur, Robert Cayla, collection « Els Amis de l'originale», 1948.
- Balzac, peça inèdita en 7 actes, prefaci d'Anne Brassié, pròleg de Xavier Soleil, Els Cahiers René Benjamin, Cahier n° 1 (1.er semestre 2013), éditions Pardès, 2013.
- Carnets de Guerre 1939-1948, extractes inèdits presentats per Xavier Soleil, prefaci de Yann Clerc, Els Cahiers René Benjamin, Cahier n° 2 (2ème semestre 2013, éditions Pardès, 2013.